# Kleinstadt (Album)
Kleinstadt ist das dritte Studioalbum des deutschsprachigen Rappers RIN, welches am 29. Oktober 2021 über das Label Division Recordings erschien. Am 10. Dezember 2021 erschien eine Deluxeversion des Albums mit drei neuen Liedern.

## Hintergrund
Kleinstadt wurde von RIN im Rahmen seines Podcasts bei Apple Music angekündigt. Der Albumtitel bezieht sich hierbei auf die Stadt Bietigheim-Bissingen, in der er bis heute lebt und verwurzelt ist. Er selbst bezeichnete es begleitend zum Release als das wichtigste Album seiner Karriere, da es ihn aus einer schweren Phase nach seinem zweiten Studioalbum Nimmerland katapultiert habe.

## Produktion
Das Album wurde fast ausschließlich von Alexis Troy und Minhtendo produziert, die auch bereits das vorangegangene Album zu verantworten hatten.

## Titelliste
| Nr.          | Titel                        | Produktion                      | Länge |
| ------------ | ---------------------------- | ------------------------------- | ----- |
| 1.           | Yugo                         | Alexis Troy                     | 2:31  |
| 2.           | Meer                         | Alexis Troy                     | 2:24  |
| 3.           | Eye of The Tiger             | Alexis Troy                     | 3:15  |
| 4.           | Swiffer                      | Alexis Troy                     | 2:57  |
| 5.           | Apple                        | Alexis Troy, Minhtendo          | 2:33  |
| 6.           | 5 Star Stunna                | Alexis Troy, Minhtendo          | 2:01  |
| 7.           | Athen (feat. Schmyt)         | Alexis Troy, Minhtendo          | 2:36  |
| 8.           | San Andreas                  | Alexis Troy                     | 2:24  |
| 9.           | ADHS                         | Alexis Troy, Minhtendo          | 2:45  |
| 10.          | Money on my Mind             | Alexis Troy                     | 1:53  |
| 11.          | Sado                         | Alexis Troy                     | 2:24  |
| 12.          | Insomnia (feat. Giant Rooks) | Alexis Troy                     | 3:00  |
| 13.          | Douglas (feat. Schmyt)       | Alexis Troy                     | 2:33  |
| 14.          | Dirty South                  | Alexis Troy, Minhtendo          | 2:36  |
| 15.          | FYM                          | Alexis Troy, Minhtendo, j.atori | 2:35  |
| 16.          | 1976                         | Alexis Troy, Ambezza, PVLACE    | 2:37  |
| 17.          | Rot                          | Ambezza, Hoskins                | 2:36  |
| 18.          | Mrznja                       | Alexis Troy                     | 2:20  |
| Gesamtlänge: | Gesamtlänge:                 | Gesamtlänge:                    | 46:06 |

| Nr.          | Titel                        | Produktion                      | Länge |
| ------------ | ---------------------------- | ------------------------------- | ----- |
| 1.           | Trance                       | Alexis Troy                     | 2:25  |
| 2.           | Valhalla                     | Alexis Troy                     | 2:16  |
| 3.           | G.O.A.T.                     | Luke Clay, Ambeeza              | 2:56  |
| 4.           | Yugo                         | Alexis Troy                     | 2:31  |
| 5.           | Meer                         | Alexis Troy                     | 2:24  |
| 6.           | Eye of The Tiger             | Alexis Troy                     | 3:15  |
| 7.           | Swiffer                      | Alexis Troy                     | 2:57  |
| 8.           | Apple                        | Alexis Troy, Minhtendo          | 2:33  |
| 9.           | 5 Star Stunna                | Alexis Troy, Minhtendo          | 2:01  |
| 10.          | Athen (feat. Schmyt)         | Alexis Troy, Minhtendo          | 2:36  |
| 11.          | San Andreas                  | Alexis Troy                     | 2:24  |
| 12.          | ADHS                         | Alexis Troy, Minhtendo          | 2:45  |
| 13.          | Money on my Mind             | Alexis Troy                     | 1:53  |
| 14.          | Sado                         | Alexis Troy                     | 2:24  |
| 15.          | Insomnia (feat. Giant Rooks) | Alexis Troy                     | 3:00  |
| 16.          | Douglas (feat. Schmyt)       | Alexis Troy                     | 2:33  |
| 17.          | Dirty South                  | Alexis Troy, Minhtendo          | 2:36  |
| 18.          | FYM                          | Alexis Troy, Minhtendo, j.atori | 2:35  |
| 19.          | 1976                         | Alexis Troy, Ambezza, PVLACE    | 2:37  |
| 20.          | Rot                          | Ambezza, Hoskins                | 2:36  |
| 21.          | Mrznja                       | Alexis Troy                     | 2:20  |
| Gesamtlänge: | Gesamtlänge:                 | Gesamtlänge:                    | 53:45 |

## Charts und Chartplatzierungen
Kleinstadt erreichte in Deutschland Rang fünf der Albumcharts und platzierte sich eine Woche in den Top 10. Darüber hinaus platzierte sich RIN hiermit erstmals an der Chartspitze der deutschen Hip-Hop-Charts. In Österreich erreichte das Album mit Rang drei seine beste Platzierung, in der Schweiz mit Rang fünf. In allen drei Ländern ist es je das vierte Chartalbum sowie das dritte Top-10-Album für RIN. In Österreich stellte das Album mit Rang drei die Bestplatzierung von Nimmerland ein.
| ChartsChartplatzierungen | Höchstplatzierung | Wochen |
| ------------------------ | ----------------- | ------ |
| Deutschland (GfK)        | 5 (5 Wo.)         | 5      |
| Österreich (Ö3)          | 3 (2 Wo.)         | 2      |
| Schweiz (IFPI)           | 5 (3 Wo.)         | 3      |